# Cryptoblepharus burdeni
Cryptoblepharus burdeni är en ödleart som beskrevs av  Dunn 1927. Cryptoblepharus burdeni ingår i släktet Cryptoblepharus och familjen skinkar. Inga underarter finns listade i Catalogue of Life.